# لاري بينتو دي فاريا
لاري بينتو دي فاريا (بالبرتغالية: Larry Pinto de Faria‏) هو لاعب كرة قدم وصحفي برازيلي، ولد في 3 نوفمبر 1932 في نوفا فريبورغو في البرازيل، وتوفي في 6 مايو 2016 في بورتو أليغري في البرازيل. شارك مع منتخب البرازيل لكرة القدم. أما مع النوادي، فقد لعب مع نادي إنترناسيونال ونادي فلومينينسي.

## وصلات خارجية
- لاري بينتو دي فاريا على موقع الاتحاد الدولي (مؤرشف)  (الإنجليزية)
- لاري بينتو دي فاريا على موقع قاعدة بيانات كرة القدم.إي يو (الإنجليزية)
- لاري بينتو دي فاريا على موقع ناشيونال فوتبول تيمز (الإنجليزية)
- لاري بينتو دي فاريا على موقع أوليمبيديا (الإنجليزية)